# Чикагская фондовая биржа
Чикагская фондовая биржа (англ. Chicago Stock Exchange, CHX) — фондовая биржа в Чикаго. Биржа является третьей крупнейшей биржей по активности торгов в США, а также крупнейшей биржей за пределами Нью-Йорка. В 2018 была поглощена биржей Intercontinental Exchange.
- Объём торгов: 422,8 млрд долларов США (2005 г.).
- Листинг: более 3500 компаний.
- Основной индекс отсутствует.

## История
Чикагская биржа была образована 21 марта 1882 года. В 1949 году слилась с Кливлендской, а также фондовыми биржами Сент-Луиса и Миннеаполис—Сент-Пола. Во время слияния объединённая биржа стала именоваться Среднезападной фондовой биржей. Спустя 10 лет, в 1959 году, биржа поглотила Фондовую биржу Нового Орлеана.
В 1982 году одной из первых ввела систему автоматизированной торговли акциями, через которую сегодня в мире осуществляется 90 % подобных сделок.
В 1993 году биржа стала именоваться Чикагской фондовой биржей. В 2005 году биржа была акционирована, акции распределены между 200 работающими на ней брокерскими компаниями.